# Hippophae
El espino amarillo, también conocido como espino falso, es un arbusto de hoja caduca dentro del género Hippophae, perteneciente a la familia Elaeagnaceae. Hay tres especies, nativas de una amplia zona de Europa y Asia. Llegan a alcanzar alturas de  0,5 a 6 m; raramente llegan hasta los 18 m en Asia central, y generalmente se encuentran en zonas secas y arenosas. Son tolerantes a la sal en el aire y suelo, pero tienen requerimientos de plena exposición al sol para su pleno desarrollo y no toleran condiciones de sombra cerca de grandes árboles.  
El espino amarillo, Hippophae rhamnoides, es la especie más ampliamente distribuida sobre todo en la costa Atlántica de Europa y en el noroeste de China. En Europa se encuentra confinada a lo largo de la línea costera, donde los vientos las pulverizan con aire cargado de sal, lo que evita que otras plantas se desarrollen, pero en el Asia central se encuentra más ampliamente distribuida en los áridos semi-desiertos, donde otras  plantas no aguantan en estas condiciones de sequedad; en Europa central y en Asia se encuentra un arbusto subalpino por encima de la línea de árboles en las montañas, y otras áreas soleadas tales como los bancos de arena de los ríos. 
El espino amarillo común tiene una gran densidad de ramas,  y tallos erectos, con gran cantidad de espinas. Las hojas son muy características, de un color grís-plateado pálido, lanceoladas, de 3-8 cm de longitud y de menos de 7 mm de anchura. Es una planta dioica, con plantas macho y hembra separadas. Las plantas macho producen flores marrones que desprenden gran cantidad de polen que el viento se encarga de dispersar. La planta hembra produce unas bayas de 6-9 mm de diámetro, blandas y jugosas, con un gran contenido de vitamina C (120mg por 100g); algunas variedades tienen un gran contenido de vitamina A, vitamina E, y aceites esenciales. Sus bayas son una importante fuente de alimentación para los pájaros durante el invierno, especialmente para los zorzales. Sus hojas son la base de la alimentación de las larvas de la polilla costera, de la respingona cenicienta. También la utilizan como alimento las larvas de otras Lepidoptera incluidas las cola marrón, rallada-oscura, Mariposa Emperador, la Moteada oscura y Coleophora elaeagnisella. 
La Hippophae salicifolia se encuentra limitada a los Himalayas y crece a grandes altitudes en valles de terrenos secos; se diferencia de H. rhamnoides por sus hojas más anchas (hasta 10 mm de anchura), más  verdes (menos plateadas), y bayas amarillas. Hippophae tibetana se encuentra en la misma área, pero a altitudes mayores en la zona alpina; son arbustos bajos que no se desarrollan más de 1 m de altura con hojas de 1-3 cm de longitud.
Otras dos especies, Hippophae goniocarpa y Hippophae neurocarpa, se han descrito en China, pero no se aceptan mayoritariamente como especies distintas.

## Usos

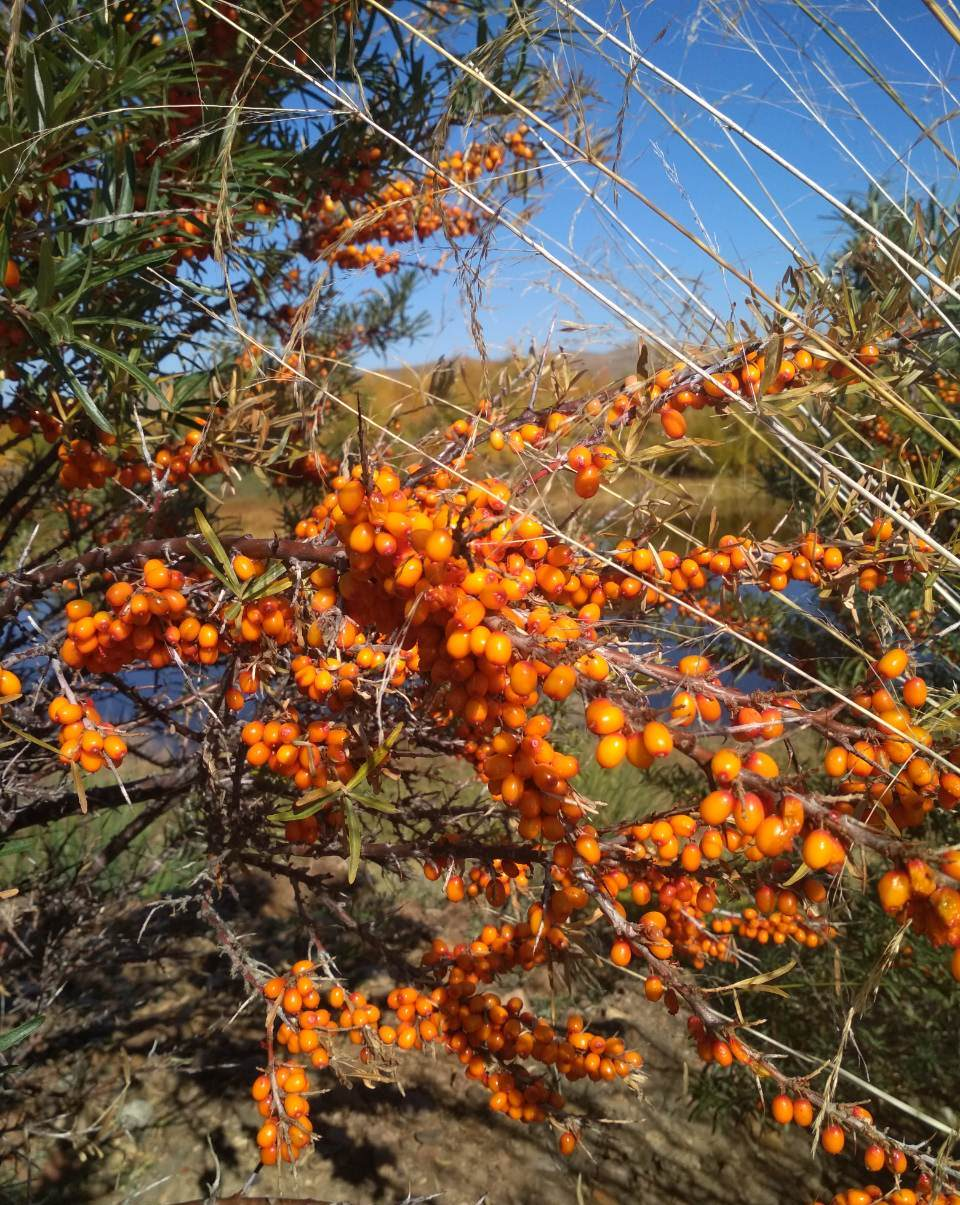
Bayas maduras de espino amarillo. Distrito de Selenginsky, Buriatia, Rusia

Las bayas de espino amarillo son comestibles y nutritivas. Este fruto silvestre es muy ácido y astringente por lo que su consumo en crudo no es muy placentero, al menos que se deje pasarse de maduro (una vez que se ha helado reduce la astringencia) y/ó mezclado con zumo de frutas más dulces tales como  manzanas o uvas; por ello se suele utilizar cocido, para hacer pasteles o mermeladas. La industria de consumo utiliza las bayas de espino amarillo para fabricar mermeladas, jugos, lociones, y licores. El aceite obtenido de las bayas tienen numerosos usos. Se utiliza como remedio curativo de numerosas enfermedades que cursan con ulceraciones e inflamaciones tales como heridas gangrenosas, esofagitis, úlceras pépticas, colitis ulcerosa, y cervicitis. Los cosmonautas rusos lo han 
utilizado mientras estaban en órbita. 
Cosechar sus bayas entraña la dificultad añadida de las numerosas espinas que poseen estos arbustos. Una técnica corriente de recolección es la de quitar una rama entera, si bien esto daña el arbusto y reduce la productividad de las futuras recolecciones. En algunas variedades las ramas se quitan después de las primeras heladas, entonces se desprenden las bayas con mayor facilidad.  Durante la  guerra fría, los horticultores rusos y de la Alemania Oriental, desarrollaron nuevas variedades de un gran valor nutricional, grandes bayas, diferentes épocas de maduración, y ramas fácilmente cosechables. 
El espino amarillo también es una planta decorativa muy popular en los jardines, particularmente haciendo valla-barrera a prueba de vándalos. Las ramas se usan como ornamento en las floristerías.  
Durante cientos de años, las gentes del Sureste de Asia han venido usando el espino amarillo para preservar y tratar varios alimentos.
Recientemente, el espino amarillo se ha utilizado como ingrediente de varios suplementos nutricionales que se encuentran disponibles en los comercios.